# Anton Samovojska
Anton Samovojska (Duga Resa, 1951.) hrvatski je sportski novinar, bivši nogometaš, šahist i prvi predsjednik Hrvatskog šahovskog saveza (od 1991. do 1993).[nedostaje izvor]
Rodio se u Dugoj Resi 1951. godine, gdje je živio samo prve četiri godine života. Diplomirani je arheolog. Igrao je nogomet u Drugoj ligi za NK Jedinstvo Zagreb. Poznat je u malom nogometu (futsalu) jer je više puta bio dio ekipa koje su bile pobjednici Malonogometnoga turnira "Kutija šibica". Njegovo treniranje šaha kulminiralo je postizanjem titule majstorskog kandidata kada je imao 18 godina i kasnije izborom za prvog predsjednika Hrvatskog šahovskog saveza pri njegovu osnivanju 1991. godine.
Početak njegovoga novinarskoga angažmana datira iz 1977. godine u sportskom odjelu Večernjeg lista, kada je u početku pisao o šahu. Sljedećih 14 godina, od 1978. do 1992., radio je u Vjesniku, napredujući od novinara do urednika u sektorima unutarnje politike i sporta.
Potom prelazi u Sportske novosti, gdje djeluje kao novinar i urednik nogometne rubrike. Izvještavao je za Sportske novosti s nekoliko velikih sportskih događaja: Europskih nogometnih prvenstava 1984. i 1988., Svjetskog nogometnog prvenstva 1990., te Olimpijskih igara 1992. i 1996. Također je pratio brojne utakmice reprezentacija i klubova na najvišoj razini. Dobitnik je Vjesnikove novinarske nagrade. Ceh sportskih novinara Hrvatske dao mu je Nagradu za životno djelo 2019. godine.
Kao vrsni nogometni analitičar mnogo puta impresionirao je televizijsku publiku HRT-a izvrsnim osvrtima na utakmice svjetskih i europskih nogometnih prvenstava te Lige prvaka. Znanje je upijao u višesatnim razgovorima s hrvatskim trenerima kao što su: Ante Biće Mladinić, Tomislav Ivić, Ivica Osim, Branko Zebec i Ante Kostelić (rukometni i skijaški trener).
Njegov brat Damir Samovojska bio je više godina novinar Sportskih novosti, te šahist i šahovski sudac.